# Noruega nos Jogos Olímpicos de Inverno de 2018
A Noruega participou dos Jogos Olímpicos de Inverno de 2018, realizados na cidade de Pyeongchang, na Coreia do Sul.
O país disputa as Olimpíadas de Inverno desde a sua primeira edição, em 1924 em Chamonix, França. Nessa edição contou com uma delegação de 109 atletas que competiram em onze esportes.
Com um total de 39 medalhas conquistadas, a Noruega superou o recorde dos Estados Unidos de mais medalhas ganhas em uma única edição dos Jogos Olímpicos de Inverno (37 em Vancouver 2010).

## Medalhas
| Atleta | Esporte                 | Evento                             | Medalha |
| --- | ----------------------- | ---------------------------------- | ------- |
| Simen Hegstad Krüger | Esqui cross-country     | 30 km skiathlon masculino          | Ouro    |
| Maren Lundby | Salto de esqui          | Pista normal individual feminino   | Ouro    |
| Johannes Høsflot Klæbo                                                                                                  | Esqui cross-country     | Velocidade individual masculino    | Ouro    |
| Aksel Lund Svindal | Esqui alpino            | Downhill masculino                 | Ouro    |
| Ragnhild Haga | Esqui cross-country     | 10 km livre feminino               | Ouro    |
| Johannes Thingnes Bø | Biatlo                  | Individual masculino               | Ouro    |
| Ingvild Flugstad Østberg Astrid Uhrenholdt Jacobsen Ragnhild Haga Marit Bjørgen                                         | Esqui cross-country     | Revezamento 4x5 km feminino        | Ouro    |
| Øystein Bråten | Esqui estilo livre      | Slopestyle masculino               | Ouro    |
| Didrik Tønseth Martin Johnsrud Sundby Simen Hegstad Krüger Johannes Høsflot Klæbo                                       | Esqui cross-country     | Revezamento 4x10 km masculino      | Ouro    |
| Håvard Holmefjord Lorentzen                                                                                             | Patinação de velocidade | 500 m masculino                    | Ouro    |
| Daniel-André Tande Andreas Stjernen Johann André Forfang Robert Johansson                                               | Salto de esqui          | Pista longa por equipes masculinas | Ouro    |
| Martin Johnsrud Sundby Johannes Høsflot Klæbo                                                                           | Esqui cross-country     | Velocidade por equipes masculinas  | Ouro    |
| Håvard Bøkko Simen Spieler Nilsen Sverre Lunde Pedersen Sindre Henriksen                                                | Patinação de velocidade | Perseguição por equipes masculino  | Ouro    |
| Marit Bjørgen | Esqui cross-country     | 30 km clássico feminino            | Ouro    |
| Marit Bjørgen | Esqui cross-country     | 15 km skiathlon feminino           | Prata   |
| Marte Olsbu | Biatlo                  | Velocidade feminino                | Prata   |
| Johann André Forfang | Salto de esqui          | Pista normal individual masculino  | Prata   |
| Martin Johnsrud Sundby                                                                                                  | Esqui cross-country     | 30 km skiathlon masculino          | Prata   |
| Maiken Caspersen Falla                                                                                                  | Esqui cross-country     | Velocidade individual feminino     | Prata   |
| Kjetil Jansrud | Esqui alpino            | Downhill masculino                 | Prata   |
| Ragnhild Mowinckel | Esqui alpino            | Slalom gigante feminino            | Prata   |
| Simen Hegstad Krüger | Esqui cross-country     | 15 km livre masculino              | Prata   |
| Henrik Kristoffersen | Esqui alpino            | Slalom gigante masculino           | Prata   |
| Marte Olsbu Tiril Eckhoff Johannes Thingnes Bø Emil Hegle Svendsen                                                      | Biatlo                  | Revezamento misto                  | Prata   |
| Ragnhild Mowinckel | Esqui alpino            | Downhill feminino                  | Prata   |
| Jan Schmid Espen Andersen Jarl Magnus Riiber Jørgen Graabak                                                             | Combinado nórdico       | Equipes                            | Prata   |
| Lars Helge Birkeland Tarjei Bø Johannes Thingnes Bø Emil Hegle Svendsen                                                 | Biatlo                  | Revezamento masculino              | Prata   |
| Håvard Holmefjord Lorentzen                                                                                             | Patinação de velocidade | 1000 m masculino                   | Prata   |
| Robert Johansson | Salto de esqui          | Pista normal individual masculino  | Bronze  |
| Hans Christer Holund | Esqui cross-country     | 30 km skiathlon masculino          | Bronze  |
| Sverre Lunde Pedersen                                                                                                   | Patinação de velocidade | 5000 m masculino                   | Bronze  |
| Marit Bjørgen | Esqui cross-country     | 10 km livre feminino               | Bronze  |
| Kjetil Jansrud | Esqui alpino            | Super-G masculino                  | Bronze  |
| Tiril Eckhoff | Biatlo                  | Largada coletiva feminina          | Bronze  |
| Robert Johansson | Salto de esqui          | Pista longa individual masculino   | Bronze  |
| Emil Hegle Svendsen | Biatlo                  | Largada coletiva masculina         | Bronze  |
| Marit Bjørgen Maiken Caspersen Falla                                                                                    | Esqui cross-country     | Velocidade por equipes femininas   | Bronze  |
| Kristin Skaslien Magnus Nedregotten                                                                                     | Curling                 | Duplas mistas                      | Bronze  |
| Sebastian Foss-Solevåg Nina Haver-Løseth Leif Kristian Nestvold-Haugen Kristin Lysdahl Jonathan Nordbotten Maren Skjøld | Esqui alpino            | Equipes mistas                     | Bronze  |

## Desempenho

### Biatlo
Feminino
| Atleta                                                                | Evento           | Tempo     | Penalidades | Pos.              |
| --------------------------------------------------------------------- | ---------------- | --------- | ----------- | ----------------- |
| Tiril Eckhoff                                                         | Velocidade       | 22:32.4   | 4 (3+1)     | 24º               |
| Tiril Eckhoff                                                         | Perseguição      | 32:23.1   | 5 (0+2+3+0) | 9º                |
| Tiril Eckhoff                                                         | Individual       | 44:41.9   | 4 (1+1+1+1) | 23º               |
| Tiril Eckhoff                                                         | Largada coletiva | 35:50.7   | 2 (1+0+1+0) | Medalha de bronze |
| Marte Olsbu                                                           | Velocidade       | 21:30.4   | 1 (1+0)     | Medalha de prata  |
| Marte Olsbu                                                           | Perseguição      | 31:42.6   | 4 (1+2+0+1) | 4º                |
| Marte Olsbu                                                           | Individual       | 48:58.8   | 7 (1+1+3+2) | 71º               |
| Marte Olsbu                                                           | Largada coletiva | 36:14.6   | 1 (0+1+0+0) | 8º                |
| Synnøve Solemdal                                                      | Velocidade       | 23:23.9   | 3 (1+2)     | 50º               |
| Synnøve Solemdal                                                      | Perseguição      | 34:45.5   | 4 (1+0+2+1) | 41º               |
| Synnøve Solemdal                                                      | Individual       | 45:33.0   | 2 (0+1+0+1) | 40º               |
| Ingrid Landmark Tandrevold                                            | Velocidade       | 23:49.1   | 4 (2+2)     | 59º               |
| Ingrid Landmark Tandrevold                                            | Perseguição      | 34:56.8   | 4 (0+3+1+0) | 42º               |
| Ingrid Landmark Tandrevold                                            | Individual       | 46:14.7   | 3 (0+2+0+1) | 43º               |
| Synnøve Solemdal Tiril Eckhoff Ingrid Landmark Tandrevold Marte Olsbu | Revezamento      | 1:12:33.1 | 15 (3+12)   | 4º                |

Masculino
| Atleta                                                                  | Evento           | Tempo     | Penalidades | Pos.              |
| ----------------------------------------------------------------------- | ---------------- | --------- | ----------- | ----------------- |
| Lars Helge Birkeland                                                    | Individual       | 53:46.8   | 4 (2+1+1+0) | 60º               |
| Erlend Bjøntegaard                                                      | Velocidade       | 23:56.2   | 2 (0+2)     | 5º                |
| Erlend Bjøntegaard                                                      | Perseguição      | 34:18.0   | 4 (1+0+0+3) | 9º                |
| Erlend Bjøntegaard                                                      | Largada coletiva | 36:19.4   | 2 (0+0+2+0) | 7º                |
| Johannes Thingnes Bø                                                    | Velocidade       | 24:51.5   | 4 (3+1)     | 31º               |
| Johannes Thingnes Bø                                                    | Perseguição      | 35:42.7   | 6 (0+2+4+0) | 21º               |
| Johannes Thingnes Bø                                                    | Individual       | 48:03.8   | 2 (1+0+0+1) | Medalha de ouro   |
| Johannes Thingnes Bø                                                    | Largada coletiva | 37:07.3   | 3 (0+3+0+0) | 16º               |
| Tarjei Bø                                                               | Velocidade       | 24:12.5   | 2 (2+0)     | 13º               |
| Tarjei Bø                                                               | Perseguição      | 33:54.3   | 3 (0+0+1+2) | 4º                |
| Tarjei Bø                                                               | Individual       | 50:05.3   | 2 (0+0+0+2) | 13º               |
| Tarjei Bø                                                               | Largada coletiva | 36:21.9   | 3 (1+0+2+0) | 8º                |
| Emil Hegle Svendsen                                                     | Velocidade       | 24:23.8   | 2 (1+1)     | 18º               |
| Emil Hegle Svendsen                                                     | Perseguição      | 35:33.2   | 5 (0+2+2+1) | 20º               |
| Emil Hegle Svendsen                                                     | Individual       | 49:40.5   | 2 (0+2+0+0) | 10º               |
| Emil Hegle Svendsen                                                     | Largada coletiva | 35:58.5   | 2 (1+0+1+0) | Medalha de bronze |
| Lars Helge Birkeland Tarjei Bø Johannes Thingnes Bø Emil Hegle Svendsen | Revezamento      | 1:16:12.0 | 13 (1+12)   | Medalha de prata  |

Misto
| Atleta                                                                 | Evento      | Tempo     | Penalidades | Pos.             |
| ---------------------------------------------------------------------- | ----------- | --------- | ----------- | ---------------- |
| Johannes Thingnes Bø Emil Hegle Svendsen Tiril Eckhoff Martin Fourcade | Revezamento | 1:12:33.1 | 12 (1+11)   | Medalha de prata |

### Combinado nórdico
| Atleta                                                      | Evento                  | Salto de esqui | Salto de esqui | Salto de esqui | Cross-country | Cross-country | Total   | Total            |
| Atleta                                                      | Evento                  | Distância      | Pontos         | Pos.           | Tempo         | Pos.          | Tempo   | Pos.             |
| ----------------------------------------------------------- | ----------------------- | -------------- | -------------- | -------------- | ------------- | ------------- | ------- | ---------------- |
| Espen Andersen                                              | Individual pista normal | 104.5          | 117.2          | 7º             | 25:11.1       | 28º           | 26:05.1 | 10º              |
| Espen Andersen                                              | Individual pista longa  | 121.0          | 105.6          | 25º            | 24:23.8       | 31º           | 26:36.8 | 22º              |
| Jørgen Graabak                                              | Individual pista normal | 90.0           | 93.6           | 23º            | 24:53.3       | 20º           | 27:21.3 | 18º              |
| Jørgen Graabak                                              | Individual pista longa  | 119.5          | 110.9          | 19º            | 23:25.3       | 6º            | 25:17.3 | 10º              |
| Jarl Magnus Riiber                                          | Individual pista normal | 111.0          | 126.9          | 2º             | 24:58.9       | 23º           | 25:13.9 | 4º               |
| Jarl Magnus Riiber                                          | Individual pista longa  | 139.0          | 138.6          | 2º             | 23:54.3       | 17º           | 23:55.3 | 4º               |
| Jan Schmid                                                  | Individual pista normal | 88.0           | 88.8           | 31º            | 24:47.8       | 18º           | 27:34.8 | 25º              |
| Jan Schmid                                                  | Individual pista longa  | 119.0          | 107.9          | 22º            | 23:15.7       | 2º            | 25:19.7 | 11º              |
| Espen Andersen Jørgen Graabak Jarl Magnus Riiber Jan Schmid | Equipes                 | 527.5          | 449.2          | 4º             | 46:35.5       | 2º            | 47:02.5 | Medalha de prata |

### Curling
| Atleta                                                                           | Evento        | Primeira fase | Primeira fase | Play-off               | Semifinal              | Final                                 | Pos.              |
| Atleta                                                                           | Evento        | Adversário e resultado | Pos.          | Adversário e resultado | Adversário e resultado | Adversário e resultado                | Pos.              |
| -------------------------------------------------------------------------------- | ------------- | --- | ------------- | ---------------------- | ---------------------- | ------------------------------------- | ----------------- |
| Thomas Ulsrud Torger Nergård Christoffer Svae Håvard Vad Petersson Sander Rølvåg | Masculino     | JPN Japão D 4–6 CAN Canadá D 4–7 KOR Coreia do Sul V 7–5 SUI Suíça D 5–7 DEN Dinamarca V 10–8 USA Estados Unidos V 8–5 GBR Grã-Bretanha D 3–10 ITA Itália D 4–6 SWE Suécia V 7–2 | 6º            | Não avançou            | Não avançou            | Não avançou                           | Não avançou       |
| Kristin Skaslien Magnus Nedregotten                                              | Duplas mistas | CAN Canadá V 9–6 OAR Atletas Olímpicos da Rússia D 3–4 KOR Coreia do Sul V 8–3 SUI Suíça V 6–5 FIN Finlândia V 7–6 USA Estados Unidos D 3–10 CHN China D 3–9                     | 4º            | CHN China V 9–7        | CAN Canadá D 4–8       | OAR Atletas Olímpicos da Rússia V DSQ | Medalha de bronze |

### Esqui alpino
Feminino
| Atleta             | Evento         | Descida 1 | Descida 1 | Descida 2 | Descida 2 | Total   | Total            |
| Atleta             | Evento         | Tempo     | Pos.      | Tempo     | Pos.      | Tempo   | Pos.             |
| ------------------ | -------------- | --------- | --------- | --------- | --------- | ------- | ---------------- |
| Nina Haver-Løseth  | Slalom gigante | 1:13.13   | 18º       | 1:09.97   | 13º       | 2:23.10 | 15º              |
| Nina Haver-Løseth  | Slalom         | 49.75     | 5º        | 50.41     | 11º       | 1:40.16 | 6º               |
| Kristin Lysdahl    | Slalom gigante | 1:13.45   | 21º       | 1:09.95   | 12º       | 2:23.40 | 18º              |
| Kristin Lysdahl    | Slalom         | 52.12     | 28º       | 50.90     | 21º       | 1:43.02 | 25º              |
| Ragnhild Mowinckel | Downhill       |           |           |           |           | 1:39.31 | Medalha de prata |
| Ragnhild Mowinckel | Super-G        |           |           |           |           | 1:22.00 | 13º              |
| Ragnhild Mowinckel | Slalom gigante | 1:11.17   | 4º        | 1:09.24   | 5º        | 2:20.41 | Medalha de prata |
| Ragnhild Mowinckel | Combinado      | 1:40.11   | 2º        | 42.52     | 11º       | 2:22.63 | 4º               |
| Maren Skjøld       | Slalom gigante | DNF       | DNF       | DNF       | DNF       | DNF     | DNF              |
| Maren Skjøld       | Slalom         | 51.44     | 19º       | 51.18     | 23º       | 1:42.62 | 22º              |

Masculino
| Atleta                  | Evento         | Descida 1 | Descida 1 | Descida 2 | Descida 2 | Total   | Total             |
| Atleta                  | Evento         | Tempo     | Pos.      | Tempo     | Pos.      | Tempo   | Pos.              |
| ----------------------- | -------------- | --------- | --------- | --------- | --------- | ------- | ----------------- |
| Sebastian Foss-Solevåg  | Combinado      | 1:24.35   | 58º       | DNF       | DNF       | DNF     | DNF               |
| Sebastian Foss-Solevåg  | Slalom         | 48.53     | 5º        | 51.65     | 20º       | 1:40.18 | 10º               |
| Leif Kristian Haugen    | Slalom gigante | 1:08.93   | 3º        | 1:11.30   | 25º       | 2:20.23 | 8º                |
| Leif Kristian Haugen    | Slalom         | 49.27     | 14º       | 51.04     | 7º        | 1:40.31 | 13º               |
| Kjetil Jansrud          | Downhill       |           |           |           |           | 1:40.37 | Medalha de prata  |
| Kjetil Jansrud          | Super-G        |           |           |           |           | 1:24.62 | Medalha de bronze |
| Kjetil Jansrud          | Combinado      | 1:19.51   | 4º        | 49.16     | 19º       | 2:08.67 | 7º                |
| Kjetil Jansrud          | Slalom gigante | DNF       | DNF       | DNF       | DNF       | DNF     | DNF               |
| Aleksander Aamodt Kilde | Downhill       |           |           |           |           | 1:42.18 | 15º               |
| Aleksander Aamodt Kilde | Super-G        |           |           |           |           | 1:25.71 | 13º               |
| Aleksander Aamodt Kilde | Combinado      | 1:20.92   | 18º       | 50.15     | 26º       | 2:11.07 | 21º               |
| Aleksander Aamodt Kilde | Slalom gigante | DNF       | DNF       | DNF       | DNF       | DNF     | DNF               |
| Henrik Kristoffersen    | Slalom gigante | 1:09.58   | 10º       | 1:09.73   | 1º        | 2:19.31 | Medalha de prata  |
| Henrik Kristoffersen    | Slalom         | 47.72     | 1º        | DNF       | DNF       | DNF     | DNF               |
| Jonathan Nordbotten     | Slalom         | DNF       | DNF       | DNF       | DNF       | DNF     | DNF               |
| Aksel Lund Svindal      | Downhill       |           |           |           |           | 1:40.25 | Medalha de ouro   |
| Aksel Lund Svindal      | Super-G        |           |           |           |           | 1:24.93 | 5º                |
| Aksel Lund Svindal      | Combinado      | 1:19.31   | 2º        | DNS       | DNS       | DNF     | DNF               |

Misto
| Atleta | Evento  | Oitavas                               | Quartas                 | Semifinal              | Final                                 | Final             |
| Atleta | Evento  | Adversário e resultado                | Adversário e resultado  | Adversário e resultado | Adversário e resultado                | Pos.              |
| --- | ------- | ------------------------------------- | ----------------------- | ---------------------- | ------------------------------------- | ----------------- |
| Sebastian Foss-Solevåg Leif Kristian Haugen Jonathan Nordbotten Nina Haver-Løseth Kristin Lysdahl Maren Skjøld | Equipes | OAR Atletas Olímpicos da Rússia V 4–0 | GBR Grã-Bretanha V 2*–2 | AUT Áustria D 1–3      | Disputa pelo bronze FRA França V 2*–2 | Medalha de bronze |

### Esqui cross-country
Feminino
| Atleta                                                                          | Evento                 | Qualificatória   | Qualificatória | Quartas       | Quartas | Semifinal   | Semifinal   | Final       | Final             |
| Atleta                                                                          | Evento                 | Tempo            | Pos.           | Tempo         | Pos.    | Tempo       | Pos.        | Tempo       | Pos.              |
| ------------------------------------------------------------------------------- | ---------------------- | ---------------- | -------------- | ------------- | ------- | ----------- | ----------- | ----------- | ----------------- |
| Marit Bjørgen                                                                   | 10 km livre            |                  |                |               |         |             |             | 25:32.4     | Medalha de bronze |
| Marit Bjørgen                                                                   | 15 km skiathlon        | Clássico 21:23.1 | 1º             | Livre 18:58.6 | 2º      |             |             | 40:52.7     | Medalha de prata  |
| Marit Bjørgen                                                                   | 30 km clássico         |                  |                |               |         |             |             | 1:22:17.6   | Medalha de ouro   |
| Maiken Caspersen Falla                                                          | Velocidade individual  | 3:09.13          | 2º Q           | 3:11.98       | 1º Q    | 3:10.55     | 2º          | 3:06.87     | Medalha de prata  |
| Ragnhild Haga                                                                   | 10 km livre            |                  |                |               |         |             |             | 25:00.5     | Medalha de ouro   |
| Ragnhild Haga                                                                   | 15 km skiathlon        | Clássico 21:40.2 | 16º            | Livre 19:53.7 | 16º     |             |             | 42:07.6     | 15º               |
| Ragnhild Haga                                                                   | 30 km clássico         |                  |                |               |         |             |             | 1:27:11.5   | 12º               |
| Kathrine Harsem                                                                 | Velocidade individual  | 3:18.48          | 18º Q          | 3:14.87       | 4º      | Não avançou | Não avançou | Não avançou | Não avançou       |
| Ingvild Flugstad Østberg                                                        | 10 km livre            |                  |                |               |         |             |             | 26:06.0     | 7º                |
| Ingvild Flugstad Østberg                                                        | 15 km skiathlon        | Clássico 21:24.3 | 4º             | Livre 19:50.4 | 14º     |             |             | 41:43.2     | 11º               |
| Ingvild Flugstad Østberg                                                        | 30 km clássico         |                  |                |               |         |             |             | 1:24:18.0   | 4º                |
| Ingvild Flugstad Østberg                                                        | Velocidade individual  | 3:17.35          | 13º Q          | 3:14.87       | 4º      | Não avançou | Não avançou | Não avançou | Não avançou       |
| Heidi Weng                                                                      | 10 km livre            |                  |                |               |         |             |             | 26:25.1     | 11º               |
| Heidi Weng                                                                      | 15 km skiathlon        | Clássico 21:23.8 | 3º             | Livre 19:33.7 | 9º      |             |             | 41:25.6     | 9º                |
| Heidi Weng                                                                      | 30 km clássico         |                  |                |               |         |             |             | 1:26:25.5   | 8º                |
| Heidi Weng                                                                      | Velocidade individual  | 3:16.28          | 10º Q          | 3:15.68       | 2º Q    | 3:16.22     | 6º          | Não avançou | Não avançou       |
| Marit Bjørgen Maiken Caspersen Falla                                            | Velocidade por equipes |                  |                |               |         | 16:33.28    | 1º Q        | 15:59.44    | Medalha de bronze |
| Marit Bjørgen Ragnhild Haga Astrid Uhrenholdt Jacobsen Ingvild Flugstad Østberg | Revezamento 4x5 km     |                  |                |               |         |             |             | 51:24.3     | Medalha de ouro   |

Masculino
| Atleta                                                                            | Evento                 | Qualificatória   | Qualificatória | Quartas       | Quartas | Semifinal   | Semifinal   | Final       | Final             |
| Atleta                                                                            | Evento                 | Tempo            | Pos.           | Tempo         | Pos.    | Tempo       | Pos.        | Tempo       | Pos.              |
| --------------------------------------------------------------------------------- | ---------------------- | ---------------- | -------------- | ------------- | ------- | ----------- | ----------- | ----------- | ----------------- |
| Eirik Brandsdal                                                                   | Velocidade individual  | 3:15.95          | 18º Q          | 3:18.25       | 5º      | Não avançou | Não avançou | Não avançou | Não avançou       |
| Niklas Dyrhaug                                                                    | 50 km clássico         |                  |                |               |         |             |             | 2:13:20.5   | 13º               |
| Pål Golberg                                                                       | Velocidade individual  | 3:13.71          | 11º Q          | 3:11.07       | 2º Q    | 3:07.24     | 4º Q        | 3:09.56     | 4º                |
| Emil Iversen                                                                      | 50 km clássico         |                  |                |               |         |             |             | 2:12:59.0   | 10º               |
| Emil Iversen                                                                      | Velocidade individual  | 3:14.36          | 12º Q          | 3:10.21       | 2º Q    | 3:14.09     | 4º          | Não avançou | Não avançou       |
| Hans Christer Holund                                                              | 15 km livre            |                  |                |               |         |             |             | 34:18.4     | 6º                |
| Hans Christer Holund                                                              | 30 km skiathlon        | Clássico 41:01.8 | 7º             | Livre 40:33.3 | 5º      |             |             | 1:16:29.9   | Medalha de bronze |
| Hans Christer Holund                                                              | 50 km clássico         |                  |                |               |         |             |             | 2:11:12.2   | 6º                |
| Johannes Høsflot Klæbo                                                            | 30 km skiathlon        | Clássico 40:31.8 | 5º             | Livre 36:04.8 | 18º     |             |             | 1:17:03.4   | 10º               |
| Johannes Høsflot Klæbo                                                            | Velocidade individual  | 3:08.73          | 2º Q           | 3:11.09       | 1º Q    | 3:06.01     | 1º Q        | 3:05.75     | Medalha de ouro   |
| Finn Hågen Krogh                                                                  | 15 km livre            |                  |                |               |         |             |             | 35:14.4     | 18º               |
| Simen Hegstad Krüger                                                              | 15 km livre            |                  |                |               |         |             |             | 34:02.2     | Medalha de prata  |
| Simen Hegstad Krüger                                                              | 30 km skiathlon        | Clássico 41:13.8 | 14º            | Livre 35:06.2 | 1º      |             |             | 1:16:20.0   | Medalha de ouro   |
| Martin Johnsrud Sundby                                                            | 15 km livre            |                  |                |               |         |             |             | 34:08.8     | 4º                |
| Martin Johnsrud Sundby                                                            | 30 km skiathlon        | Clássico 40:30.5 | 5º             | Livre 35:22.4 | 2º      |             |             | 1:16:28.0   | Medalha de prata  |
| Martin Johnsrud Sundby                                                            | 50 km clássico         |                  |                |               |         |             |             | 2:11:05.8   | 5º                |
| Johannes Høsflot Klæbo Martin Johnsrud Sundby                                     | Velocidade por equipes |                  |                |               |         | 16:03.97    | 1º Q        | 15:56.26    | Medalha de ouro   |
| Johannes Høsflot Klæbo Simen Hegstad Krüger Martin Johnsrud Sundby Didrik Tønseth | Revezamento 4x10 km    |                  |                |               |         |             |             | 1:33:04.9   | Medalha de ouro   |

### Esqui estilo livre
Moguls
| Hedvig Wessel  | Feminino  | 29.70 | 68.64 | 18º | 30.03 | 71.66 | 5º Q | 29.99 | 68.77 | 19º  | Não avançou | Não avançou | Não avançou | Não avançou | Não avançou | Não avançou |
| Vinjar Slatten | Masculino | DNF   | DNF   | DNF | 25.16 | 77.49 | 2º Q | 24.99 | 79.18 | 8º Q | 24.31       | 78.87       | 5º Q        | 26.71       | 33.61       | 6º          |

Slopestyle
| Atleta                     | Evento    | Qualificação | Qualificação | Qualificação | Qualificação | Final       | Final       | Final       | Final       | Final           |
| Atleta                     | Evento    | Descida 1    | Descida 2    | Melhor       | Pos.         | Descida 1   | Descida 2   | Descida 3   | Melhor      | Pos.            |
| -------------------------- | --------- | ------------ | ------------ | ------------ | ------------ | ----------- | ----------- | ----------- | ----------- | --------------- |
| Johanne Killi              | Feminino  | 87.80        | 64.20        | 87.80        | 3º Q         | 10.20       | 76.80       | 54.40       | 76.80       | 5º              |
| Tiril Sjåstad Christiansen | Feminino  | 55.80        | 89.00        | 89.00        | 2º Q         | 5.20        | 24.00       | 60.40       | 60.40       | 9º              |
| Øystein Bråten             | Masculino | 83.20        | 93.80        | 93.80        | 4º Q         | 95.00       | 46.40       | 24.00       | 95.00       | Medalha de ouro |
| Ferdinand Dahl             | Masculino | 46.60        | 89.00        | 89.00        | 10º Q        | 42.20       | 76.40       | 41.80       | 76.40       | 8º              |
| Christian Nummedal         | Masculino | 27.00        | 29.20        | 29.20        | 28º          | Não avançou | Não avançou | Não avançou | Não avançou | Não avançou     |
| Felix Stridsberg-Usterud   | Masculino | 14.60        | 84.20        | 84.20        | 14º          | Não avançou | Não avançou | Não avançou | Não avançou | Não avançou     |

### Hóquei no gelo
Masculino
| Equipe | Equipe | Fase de grupos                                                | Fase de grupos | Play-offs                 | Quartas                               | Semifinal              | Final                  | Pos. |
| Equipe | Equipe | Adversário e resultado                                        | Pos.           | Adversário e resultado    | Adversário e resultado                | Adversário e resultado | Adversário e resultado | Pos. |
| --- | --- | ------------------------------------------------------------- | -------------- | ------------------------- | ------------------------------------- | ---------------------- | ---------------------- | ---- |
| Johannes Johannesen Erlend Lesund Jonas Holøs Mathias Trettenes Mattias Nørstebø Tommy Kristiansen Eirik Salsten Stefan Espeland Anders Bastiansen Steffen Thoresen Martin Røymark Kristian Forsberg Ludvig Hoff | Niklas Roest Lars Haugen Henrik Haukeland Henrik Holm Ken André Olimb Patrick Thoresen Henrik Ødegaard Mathis Olimb Alexander Bonsaksen Mats Rosseli Olsen Aleksander Reichenberg Daniel Sørvik | SWE Suécia D 0–4 FIN Finlândia D 1–5 GER Alemanha D 1–2 (GWS) | 4º (Gr. C)     | SLO Eslovênia V 2–1 (PRO) | OAR Atletas Olímpicos da Rússia D 1–6 | Não avançou            | Não avançou            | 8º   |

### Patinação de velocidade
Feminino
| Atleta     | Evento | Final   | Final |
| Atleta     | Evento | Tempo   | Pos.  |
| ---------- | ------ | ------- | ----- |
| Hege Bøkko | 500 m  | 38.538  | 18º   |
| Hege Bøkko | 1000 m | 1:15.98 | 14º   |
| Ida Njåtun | 500 m  | 39.33   | 27º   |
| Ida Njåtun | 1000 m | 1:15.43 | 11º   |
| Ida Njåtun | 1500 m | 1:56.46 | 7º    |
| Ida Njåtun | 3000 m | 4:06.67 | 12º   |

Masculino
| Atleta                      | Evento  | Final    | Final             |
| Atleta                      | Evento  | Tempo    | Pos.              |
| --------------------------- | ------- | -------- | ----------------- |
| Håvard Bøkko                | 5000 m  | 6:24.50  | 18º               |
| Håvard Bøkko                | 10000 m | 13:17.41 | 11º               |
| Sindre Henriksen            | 1500 m  | 1:45.64  | 7º                |
| Allan Dahl Johansson        | 1500 m  | DNF      | DNF               |
| Håvard Holmefjord Lorentzen | 500 m   | 34.31    | Medalha de ouro   |
| Håvard Holmefjord Lorentzen | 1000 m  | 1:07.99  | Medalha de prata  |
| Simen Spieler Nilsen        | 5000 m  | 6:18.39  | 13º               |
| Sverre Lunde Pedersen       | 1500 m  | 1:46.12  | 9º                |
| Sverre Lunde Pedersen       | 5000 m  | 6:11.618 | Medalha de bronze |
| Henrik Rukke                | 500 m   | 35.500   | 28º               |
| Henrik Rukke                | 1000 m  | 1:07.99  | 32º               |

Largada coletiva
| Atleta                | Evento    | Semifinal | Semifinal | Semifinal | Final       | Final       | Final       |
| Atleta                | Evento    | Pontos    | Tempo     | Pos.      | Pontos      | Tempo       | Pos.        |
| --------------------- | --------- | --------- | --------- | --------- | ----------- | ----------- | ----------- |
| Sverre Lunde Pedersen | Masculino | 2         | 7:58.65   | 9º        | Não avançou | Não avançou | Não avançou |

Perseguição
| Atleta                                                                   | Evento    | Quartas                     | Quartas | Semifinal                   | Semifinal | Final                       | Final           |
| Atleta                                                                   | Evento    | Adversário Tempo            | Pos.    | Adversário Tempo            | Pos.      | Adversário Tempo            | Pos.            |
| ------------------------------------------------------------------------ | --------- | --------------------------- | ------- | --------------------------- | --------- | --------------------------- | --------------- |
| Håvard Bøkko Sindre Henriksen Simen Spieler Nilsen Sverre Lunde Pedersen | Masculino | NZL Nova Zelândia V 3:41.18 | 3º Q    | NED Países Baixos V 3:37.08 | 1º QA     | KOR Coreia do Sul V 3:37.32 | Medalha de ouro |

### Salto de esqui
Feminino
| Atleta       | Evento                  | 1ª rodada | 1ª rodada | 1ª rodada | Final     | Final  | Final | Total  | Total           |
| Atleta       | Evento                  | Distância | Pontos    | Pos.      | Distância | Pontos | Pos.  | Pontos | Pos.            |
| ------------ | ----------------------- | --------- | --------- | --------- | --------- | ------ | ----- | ------ | --------------- |
| Maren Lundby | Pista normal individual | 105.5     | 125.4     | 1º Q      | 110.0     | 139.2  | 1º    | 264.6  | Medalha de ouro |
| Silje Opseth | Pista normal individual | 89.5      | 83.5      | 18º Q     | 91.5      | 94.7   | 11º   | 178.2  | 16º             |

Masculino
| Atleta                                                                    | Evento                  | Qualificação | Qualificação | Qualificação | 1ª rodada | 1ª rodada | 1ª rodada | Final     | Final  | Final | Total  | Total             |
| Atleta                                                                    | Evento                  | Distância    | Pontos       | Pos.         | Distância | Pontos    | Pos.      | Distância | Pontos | Pos.  | Pontos | Pos.              |
| ------------------------------------------------------------------------- | ----------------------- | ------------ | ------------ | ------------ | --------- | --------- | --------- | --------- | ------ | ----- | ------ | ----------------- |
| Johann André Forfang                                                      | Pista normal individual | 100.0        | 121.1        | 13º Q        | 106.0     | 125.9     | 2º Q      | 109.5     | 125    | 4º    | 250.9  | Medalha de prata  |
| Johann André Forfang                                                      | Pista longa individual  | 137.0        | 128.7        | 2º Q         | 133.0     | 132.1     | 9º Q      | 134.5     | 139.5  | 4º    | 271.6  | 5º                |
| Robert Johansson                                                          | Pista normal individual | 98.0         | 118.3        | 19º Q        | 100.5     | 119.9     | 10º Q     | 113.5     | 129.8  | 2º    | 249.7  | Medalha de bronze |
| Robert Johansson                                                          | Pista longa individual  | 135.0        | 131.9        | 1º Q         | 137.5     | 138.3     | 4º Q      | 134.5     | 137.0  | 6º    | 275.3  | Medalha de bronze |
| Andreas Stjernen                                                          | Pista normal individual | 100.0        | 119.3        | 15º Q        | 104.0     | 114.5     | 15º Q     | 103.5     | 111.3  | 15º   | 225.8  | 15º               |
| Andreas Stjernen                                                          | Pista longa individual  | 128.5        | 110.2        | 19º Q        | 134.5     | 134.7     | 6º Q      | 131.5     | 132.6  | 7º    | 267.3  | 8º                |
| Daniel-André Tande                                                        | Pista normal individual | 100.0        | 123.0        | 8º Q         | 103.5     | 118.7     | 13º Q     | 111.5     | 123.6  | 5º    | 242.3  | 6º                |
| Daniel-André Tande                                                        | Pista longa individual  | 131.5        | 126.5        | 6º Q         | 131.0     | 128.9     | 15º Q     | 138.5     | 144.2  | 1º    | 273.1  | 4º                |
| Johann André Forfang Robert Johansson Andreas Stjernen Daniel-André Tande | Pista longa por equipes |              |              |              | 539.0     | 545.9     | 1º Q      | 544.0     | 552.6  | 1º    | 1098.5 | Medalha de ouro   |

### Skeleton
| Atleta                    | Evento    | Final     | Final     | Final     | Final     | Final   | Final |
| Atleta                    | Evento    | Descida 1 | Descida 2 | Descida 3 | Descida 4 | Total   | Pos.  |
| ------------------------- | --------- | --------- | --------- | --------- | --------- | ------- | ----- |
| Alexander Henning Hanssen | Masculino | 51.44     | 51.51     | 51.37     | 51.57     | 3:25.89 | 20º   |

### Snowboard
Livre
| Atleta           | Evento               | Qualificatória | Qualificatória | Qualificatória | Qualificatória | Final       | Final       | Final       | Final       | Final       |
| Atleta           | Evento               | Descida 1      | Descida 2      | Melhor         | Pos.           | Descida 1   | Descida 2   | Descida 3   | Melhor      | Pos.        |
| ---------------- | -------------------- | -------------- | -------------- | -------------- | -------------- | ----------- | ----------- | ----------- | ----------- | ----------- |
| Silje Norendal   | Big air feminino     | 76.00          | 77.50          | 77.50          | 10º Q          | 70.50       | 61.00       | JNS         | 70.50       | 6º          |
| Silje Norendal   | Slopestyle feminino  | Cancelado      | Cancelado      | Cancelado      | Cancelado      | 73.91       | 47.66       | CAN         | 73.91       | 4º          |
| Torgeir Bergrem  | Big air masculino    | 94.25          | 59.50          | 94.25          | 4º Q           | 88.50       | 42.50       | JNS         | 131.00      | 7º          |
| Torgeir Bergrem  | Slopestyle masculino | 45.80          | 75.45          | 75.45          | 5º Q           | 58.80       | 75.80       | 60.03       | 75.80       | 8º          |
| Marcus Kleveland | Big air masculino    | 84.25          | 46.00          | 84.25          | 10º            | Não avançou | Não avançou | Não avançou | Não avançou | Não avançou |
| Marcus Kleveland | Slopestyle masculino | 83.71          | 32.30          | 83.71          | 1º Q           | 77.76       | 43.71       | 37.18       | 77.76       | 6º          |
| Mons Røisland    | Slopestyle masculino | 76.50          | 43.68          | 76.50          | 4º Q           | DNS         | DNS         | DNS         | DNS         | 12º         |
| Ståle Sandbech   | Big air masculino    | 84.75          | 41.25          | 84.75          | 7º             | Não avançou | Não avançou | Não avançou | Não avançou | Não avançou |
| Ståle Sandbech   | Slopestyle masculino | 74.11          | 82.13          | 82.13          | 4º Q           | 44.81       | 81.01       | 38.13       | 81.01       | 4º          |

Legenda
| Recorde mundial      | Recorde mundial (World record)               |                       | Recorde africano                      | Recorde africano (African) |                                           | Q | Classificado por posição (Qualified) |
| Recorde olímpico     | Recorde olímpico (Olympic record)            | Recorde da América    | Recorde da América (Americas)         | q                          | Classificado por melhor tempo (Qualified) |   |                                      |
| Melhor marca do ano  | Melhor marca do ano (World leading)          | Recorde asiático      | Recorde asiático (Asian)              | DNS                        | Não largou (Did not start)                |   |                                      |
| Recorde nacional     | Recorde nacional (National record)           | Recorde europeu       | Recorde europeu (European)            | DNF                        | Não terminou (Did not finish)             |   |                                      |
| Recorde pessoal      | Recorde pessoal do atleta (Personal best)    | Recorde da Oceania    | Recorde da Oceania (Oceania)          | DSQ / DQ                   | Desclassificado (Disqualified)            |   |                                      |
| Recorde da temporada | Recorde da temporada do atleta (Season best) | Recorde sul-americano | Recorde sul-americano (South America) | NM                         | Sem marca (No mark)                       |   |                                      |

### Patinação de velocidade
| Recorde de pista | Recorde da pista (Track record)               |  |  |
| QA               | Classificado para a final A                   |  |  |
| QB               | Classificado para a final B                   |  |  |
| ADV              | Classificado após decisão arbitral (Advanced) |  |  |
| PEN              | Pênalti                                       |  |  |
| YC               | Cartão amarelo (Yellow Card)                  |  |  |